# Hippolyte-Joseph Cuvelier
Pour les articles homonymes, voir Cuvelier.
Hippolyte-Joseph Cuvelier né le 9 mars 1803 à Saint-Omer et mort dans la même ville le 2 janvier 1876 est un peintre français.

## Biographie

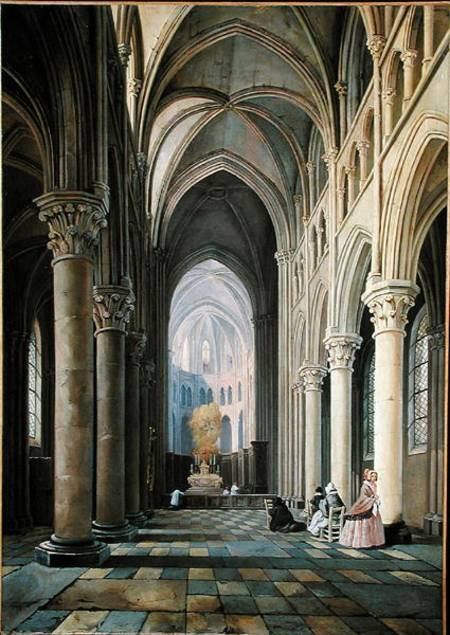
Intérieur d'une église, Saint-Omer, musée de l'hôtel Sandelin.

Hippolyte-Joseph Cuvelier est le fils d'Ignace Joseph Cuvelier et de Martine Albertine Darras (ou d'Arras).
Il reçoit les leçons de son père, professeur à l'école de dessin de Saint-Omer de 1804 à 1825. À l'automne 1825, il est remarqué par les peintres Alexandre Colin et Richard Parkes Bonington qui séjournent alors à Saint-Omer, de retour d'un voyage à Londres qu'ils ont fait en compagnie d'Eugène Delacroix. Ils persuadent le jeune artiste de venir avec eux à Paris. Hippolyte-Joseph Cuvelier habite alors chez Colin, qui est devenu son ami, et entre à l'École des beaux-arts de Paris dans l'atelier du peintre d'histoire Louis Hersent, où il participe à une manifestation de vandalisme prenant pour cible les modèles académiques en plâtre à la suite d'une visite du Salon de 1827.
En janvier 1828, Cuvelier remplace son frère Myrtil comme professeur à l'école de dessin de Saint-Omer. Il épouse Irma Catherine Spilleux, native de Montreuil-sur-Mer, le 10 janvier 1831, et ouvre chez lui, quelques mois plus tard, un cours particulier de perspective linéaire et de dessin. Il est également professeur au collège, devenu ensuite le lycée, et ne quitte plus sa ville natale.
Enthousiasmé par l'architecture médiévale, il consacre de nombreuses études à la cathédrale Notre-Dame de Saint-Omer dont il a laissé des vues.
En 1855, son fils Arthur-Charles épouse Clotilde Vidal-Navatel, fille d'Alexandre Colin. Leur fils, Alexandre Cuvelier (1867-1913), est également peintre.

## Collections publiques
- Calais, musée des Beaux-Arts[5] :
  - Hippolyte Cuvelier jeune par lui-même ;
  - L'École des beaux-arts à Saint-Omer ;
  - Léda et le cygne ;
  - Les Halles de Saint-Omer ;
  - Portrait de Madame Hippolyte Cuvelier, 1831.
- Saint-Omer :
  - hôtel de ville : Intérieur de la cathédrale de Saint-Omer, 1836.
  - musée de l'hôtel Sandelin :
    - Louis XIV dans la cathédrale de Saint-Omer, 1839 ;
    - Intérieur d'une église, 1836.

## Élèves
- Léon Bailly
- François Chifflart